# Лос-Анджелеський філармонічний оркестр
Лос-Анджелеський філармонічний оркестр (англ. Los Angeles Philharmonic) — симфонічний оркестр, що базується в Лос-Анджелесі, заснований в 1919 року. На чолі зі своїм першим керівником Волтером Генрі Ротуеллом оркестр дав перший концерт усього через 11 днів після першої репетиції. Розквіт оркестру зв'язують звичайно з ім'ям Зубіна Мети, що керував ним у 1960—1970-ті роки; з цього ж періоду Лос-Анджелеський філармонічний почав регулярно звукозапис. Протягом своєї історії оркестр перемінив кілька домашніх сцен, поки не зайняв в 2003 року новопобудований Концертний зал імені Волта Діснея. Крім того, літні концерти оркестр дає на унікальному відкритому майданчику «Голлівудська чаша».